# Ryan O’Reilly
Ryan O’Reilly (ur. 7 lutego 1991 w Clinton) – kanadyjski hokeista, reprezentant Kanady.
Jego starszy brat Cal także został hokeistą. Od grudnia 2012 do lutego 2013 obaj występowali razem w Mietałłurgu Magnitogorsk.

## Kariera
- Huron Perth Lakers Min Mdgt AAA (2005-2006)
- Toronto Jr. Canadi. Mn Mdgt AAA (2006-2007)
- Erie Otters (2007-2009)
- Colorado Avalanche (2009-2013)
- Mietałłurg Magnitogorsk (2012-2013)
- Colorado Avalanche (2013-2015)
- Buffalo Sabres (2015-2018)
- St. Louis Blues (2018-2023)
- Toronto Maple Leafs (2023-)

Wychowanek Seaforth Stars. W latach 2007–2009 grał w amerykańskim klubie Erie Otters w lidze OHL. W drafcie NHL z 2009 został wybrany przez Colorado Avalanche. Od września 2009 zawodnik tego klubu. Od października 2012 na okres lokautu w sezonie NHL (2012/2013) związany kontraktem ze rosyjskim klubem Mietałłurg Magnitogorsk w lidze KHL, a w grudniu 2012 roku podpisał dwuletni kontrakt z klubem, jednak pod koniec stycznia 2013 Mietałłurg zwolnił go z tej umowy i pod koniec lutego zawodnik wrócił do USA, podpisał dwuletni kontrakt z Colorado Avalanche i od marca 2013 dokończył sezon NHL 2012/2013 w barwach tego zespołu. W lipcu 2014 przedłużył kontrakt o dwa lata. Od końca czerwca 2015 zawodnik Buffalo Sabres. Od lipca 2018 zawodnik St. Louis Blues. W lutym 2023 został przetransferowany do Toronto Maple Leafs.
Uczestniczył w turniejach mistrzostw świata 2012, 2013, 2015, 2016, 2017, 2018, Pucharu Świata 2016.

## Sukcesy
Reprezentacyjne
- Złoty medal mistrzostw świata juniorów do lat 17: 2008
- Złoty medal mistrzostw świata: 2015, 2016
- Puchar Świata: 2016
- Srebrny medal mistrzostw świata: 2017

Klubowe
- Puchar Stanleya: 2019 z St. Louis Blues

Indywidualne
- Jack Ferguson Award: 2007
- Mistrzostwa świata do lat 18 w hokeju na lodzie mężczyzn 2009/Elita:
  - Jeden z trzech najlepszych zawodników reprezentacji w turnieju[11]
- CHL 2007/2009:
  - CHL Top Prospects Game
- Mistrzostwa Świata w Hokeju na Lodzie 2013/Elita:
  - Pierwsze miejsce w klasyfikacji skuteczności wygrywanych wznowień: 75,00%[12]
- NHL (2013/2014):
  - Lady Byng Memorial Trophy - nagroda dla najuczciwszego zawodnika sezonu
- Mistrzostwa Świata w Hokeju na Lodzie 2015/Elita:
  - Drugie miejsce w klasyfikacji asystentów turnieju: 9 asyst[13]
- Mistrzostwa Świata w Hokeju na Lodzie 2017/Elita:
  - Jeden z trzech najlepszych zawodników reprezentacji w turnieju[14]